# Deutsche Sledge-Eishockey Liga 2006/07
Die Saison 2006/07 war die siebte Spielzeit der Deutschen Sledge-Eishockey Liga. Mit den Bremer Pirates, Cardinals Dresden, Hannover Scorpions, Heidelberg Knights und den Kamen Barbarians, die die SG Kamen/Wiehl ersetzten, nahmen fünf Mannschaften am Spielbetrieb teil. Den Titel des Deutschen Meisters sicherten sich zum siebten Mal die Hannover Scorpions.

## Modus
Die fünf Mannschaften trugen die Spielzeit im Ligasystem aus. Dabei spielte jedes Team insgesamt acht Mal und somit zwei Mal gegen jedes andere Mannschaft. Insgesamt umfasste die Saison 20 Spiele. Für einen Sieg gab es drei Punkte, bei einem Unentschieden für jede Mannschaft einen.

## Saisonverlauf
Auch im siebten Jahr in Folge sicherten sich die Hannover Scorpions den Deutschen Meistertitel. Die zweite Niederlage der Vereinsgeschichte im Rückspiel gegen den Vizemeister Kamen Barbarians änderte daran auch nichts, da diese bereits das Hinspiel und eine Partie gegen die Dresden Cardinals verloren hatten. Dresden belegte mit einer ausgeglichenen Bilanz den dritten Platz. Dahinter folgten die Bremen Pirates auf dem vierten Platz, aber erstmals mit einem positiven Torverhältnis. Auf dem fünften und letzten Platz landeten erneut abgeschlagen die Heidelberg Knights.

## Abschlusstabelle
Abkürzungen: Sp = Spiele, S = Siege, U = Unentschieden, N = Niederlagen, ET = Erzielte Tore, GT = Gegentore, TD = Tordifferenz, Pkt = Punkte
| Pos |                    | Sp | S | U | N | ET | GT  | TD   | Pkt |
| --- | ------------------ | -- | - | - | - | -- | --- | ---- | --- |
| 1   | Hannover Scorpions | 8  | 7 | 0 | 1 | 93 | 9   | +84  | 21  |
| 2   | Kamen Barbarians   | 8  | 6 | 0 | 2 | 48 | 21  | +27  | 18  |
| 3   | Cardinals Dresden  | 8  | 4 | 0 | 4 | 20 | 27  | −7   | 12  |
| 4   | Bremer Pirates     | 8  | 3 | 0 | 5 | 33 | 30  | +3   | 9   |
| 5   | Heidelberg Knights | 8  | 0 | 0 | 8 | 2  | 109 | −107 | 0   |